# 田中さなえ
田中 さなえ（たなか さなえ、1972年12月6日 - ）は、日本のタレント。旧芸名は田中 早苗（読み同じ）。
大阪府四條畷市出身。松竹芸能所属。

## 人物・経歴
- 関西外国語大学短期大学部英米語学科在学中、学園祭でミスコンに優勝し、ものまねイベントの審査員席にいたところをスカウトされ松竹芸能へ所属。
- 2011年8月1日、ラジオ関西『Sanae's Cafe』に於いて、リスナーへ向けて結婚報告を行った。

## 出演
全て過去。

### テレビ・ラジオ
- ぐるっと関西おひるまえ 金・土曜日（NHK総合・大阪）司会
- タージン・田中さなえのワンラブショッピング （KBS京都）アシスタント
- さなえのハーバーカフェ（ラジオ関西）
- さなえの100%ビタミンK（ラジオ関西）
- ムーンナイトライブ G.S.アイラブユー（ラジオ関西）
- Sanae's Cafe（ラジオ関西）メインパーソナリティー 2012年3月まで
- おはよう朝日土曜日です（ABCテレビ）
- ワイドABCDE〜す（ABCテレビ）
- 新・街かどチャチャチャ（ABCテレビ）
- ナイトinナイト（ABCテレビ）
- あまからアベニュー（MBSテレビ）
- スタジオパークからこんにちは（NHK総合）
- ちぇきらじモーニング!!（TBSラジオ）
- Kiss Stopping on the way（Kiss-FM KOBE）
- KOBE COZY FRIDAY（Kiss-FM KOBE）
- 幸せ娘キンコンカン（関西テレビ）
- ザ・言うたもんマッチ（関西テレビ）
- ハロー！神戸（サンテレビ）
- フライブ（サンテレビ）
- ニュースシグナル（サンテレビ）「ちょい旅」リポーター
- Risky Night（朝日放送） アシスタント
- しっとこ!（テレビ大阪）
- ズームアップ堺（テレビ大阪）
- らくらぶ。（KBS京都）
- 評判!なかむら屋（ABCテレビ）
- 街角ステーション僕らのラジオ〜西川潔の幸せクリニック（ラジオ大阪）
- 爆笑!ツキムランド（ラジオ大阪）
- わいわいワイド!小林睦朗で〜す。（CATV神戸）
- Power Tracks Gathering（デジタルラジオ）
- 北野誠の測ってボカン! [注釈 1][注釈 2]
- 北野誠のくらべてボカン![注釈 1][注釈 2]
- 北野誠のカタ破り!カタチ研究所[注釈 1][注釈 3]

### CM
- スシボーイ・フジ（ラジオCM）
- 健康補助食品「海姫」

### CD
- 恋人達の渚 / Sweet Season